# Mérida Open 2023
Mérida Open Akron 2023 là một giải quần vợt nữ chuyên nghiệp thi đấu trên mặt sân cứng ngoài trời và là một phần của WTA 250 trong WTA Tour 2023. Giải đấu diễn ra tại Yucatán Country Club ở Mérida, Mexico, từ ngày 20 đến ngày 26 tháng 2 năm 2023 để thay thế cho giải Abierto Zapopan.

## Điểm và tiền thưởng

### Phân phối điểm
| Sự kiện | VĐ  | CK  | BK  | TK | Vòng 1/16 | Vòng 1/32 | Q  | Q2 | Q1 |
| Đơn     | 280 | 180 | 110 | 60 | 30        | 1         | 18 | 12 | 1  |
| Đôi     | 280 | 180 | 110 | 60 | 1         | —         | —  | —  | —  |

### Tiền thưởng
| Sự kiện | VĐ      | CK      | BK      | TK     | Vòng 1/16 | Vòng 1/32 | Q2     | Q1     |
| Đơn nữ  | $34,228 | $20,226 | $11,275 | $6,418 | $3,922    | $2,804    | $2,075 | $1,340 |
| Đôi nữ  | $12,447 | $7,000  | $4,020  | $2,400 | $1,848    | —         | —      | —      |

## Nội dung đơn

### Hạt giống
| Quốc gia | Tay vợt                | Xếp hạng1 | Hạt giống |
| -------- | ---------------------- | --------- | --------- |
| POL      | Magda Linette          | 21        | 1         |
| USA      | Sloane Stephens        | 40        | 2         |
| CHN      | Zhu Lin                | 41        | 3         |
| CZE      | Kateřina Siniaková     | 47        | 4         |
| USA      | Alycia Parks           | 51        | 5         |
| EGY      | Mayar Sherif           | 53        | 6         |
| ITA      | Elisabetta Cocciaretto | 54        | 7         |
| USA      | Alison Riske-Amritraj  | 58        | 8         |

- Bảng xếp hạng vào ngày 13 tháng 2 năm 2023.[2]

### Vận động viên khác
Đặc cách:
- Fernanda Contreras Gómez
- Katie Volynets
- Simona Waltert

Bảo toàn thứ hạng:
- Nadia Podoroska

Vượt qua vòng loại:
- Elina Avanesyan
- Kimberly Birrell
- Léolia Jeanjean
- Ana Konjuh
- Rebecca Peterson
- Lesia Tsurenko

Thua cuộc may mắn:
- Varvara Gracheva

### Rút lui
Trước giải đấu
- Kateryna Baindl → thay thế bởi  Varvara Gracheva
- Dalma Gálfi → thay thế bởi  Ysaline Bonaventure
- Donna Vekić → thay thế bởi  Panna Udvardy

## Nội dung đôi

### Hạt giống
| Quốc gia | Tay vợt           | Quốc gia | Tay vợt            | Xếp hạng† | Hạt giống |
| -------- | ----------------- | -------- | ------------------ | --------- | --------- |
| GBR      | Alicia Barnett    | GBR      | Olivia Nicholls    | 129       | 1         |
| USA      | Kaitlyn Christian | USA      | Sabrina Santamaria | 134       | 2         |
| CZE      | Anastasia Dețiuc  | JPN      | Eri Hozumi         | 136       | 3         |
| CHN      | Han Xinyun        |          | Lidziya Marozava   | 137       | 4         |

- 1 Bảng xếp hạng vào ngày 13 tháng 2 năm 2023.

### Vận động viên khác
Đặc cách:
- Estelle Cascino  /  Jesika Malečková
- Despina Papamichail  /  Simona Waltert

## Nhà vô địch

### Đơn
- Camila Giorgi đánh bại  Rebecca Peterson, 7–6(7–3), 1–6, 6–2

### Đôi
- Caty McNally /  Diane Parry đánh bại  Wang Xinyu /  Wu Fang-hsien, 6–0, 7–5